# Zambrone
Zambrone (Zambrònë in calabrese) è un comune italiano di 1 766 abitanti della provincia di Vibo Valentia in Calabria.

## Geografia fisica

### Territorio
Zambrone sorge su un altopiano a 222 m di altitudine dal mare che dista circa 2 km; il Comune con le sue frazioni di San Giovanni, Daffinà e Daffinacello si estende su una superficie di 14,36 km². Il territorio ordinato a terrazzamenti si presenta con valli e profonde incisioni fluviali. Dal punto di vista paesaggistico Zambrone è caratterizzato dalla varietà degli ambienti marini e dal litorale che passa repentinamente dalle lunghe e basse spiagge alle scogliere granitiche come punta Capo Cozzo. Fa parte della Costa degli Dei, un tratto di litorale ricadente nella provincia di Vibo Valentia.

## Storia
Le origini di Zambrone sono antichissime. I primi insediamenti umani, infatti, risalgono ad 800.000 anni fa, nell’era del Paleolitico, allorquando l’Homo Habilis abitò queste terre. A conferma di ciò, i ritrovamenti archeologici, presso il sito di Zambrone scalo hanno portato alla luce numerosi reperti di manufatti chopper, si tratta di un primitivo strumento ottenuto mediante scheggiatura della pietra per ottenere un lato tagliente. Sempre a Zambrone sono stati rinvenuti altri reperti, presso le località di Madama e Priscopio, alture di origine rocciosa. 
Nell’età del Bronzo (3500-1200 a.C.) a Zambrone vivevano numerose popolazioni indigene, ben organizzate e sviluppate, che intrattenevano vantaggiosi rapporti di carattere sia commerciale che culturale con la Civiltà Micenea. 
Queste popolazioni fondarono una città-stato, protetta lungo il perimetro da una fortificazione e da un fossato di circa ottanta metri. La sua posizione consentiva un ottimo controllo visivo di tutto il Tirreno Meridionale.
Nella parte marina era stato edificato un importante porto, epicentro di navigazioni e scambi, che conferiva alle genti locali un ruolo di primaria importanza nei rapporti commerciali del Mediterraneo.
Di ciò vi è testimonianza grazie agli scavi archeologici effettuati dall’Università di Napoli Federico II, nella località “Capo Cozzo” di Zambrone. Il sito archeologico sorge su un promontorio granitico di forma allungata, denominato “Punta di Zambrone”.
Qui, tra i vari reperti, è stata rinvenuta una statuina d’avorio proveniente da Creta, oggetto unico di enorme valore, realizzata seguendo i canoni dell’arte minoica e rappresentante la più antica riproduzione della figura umana finora scoperta in Italia. Attualmente la statuetta è esposta al Museo Archeologico Nazionale di Reggio Calabria.

### Origine del nome e Aramoni
Antichi testi narrano che, in tempi remoti, sorgeva sul Monte Poro “luogo lieto di pascoli e di seminati”, la città di Aramoni. Forse per dispute con le tribù vicine, o forse per volere del re Roberto d'Angiò, essa fu distrutta intorno al 1310. Si narra che gli aramonesi sfuggiti alla devastazione, si riversarono sulle coste in cerca di rifugio e si stabilirono lungo la fiumara Potame, in località San Giovannello, oggi nota come località Madama, che insiste a ridosso del centro abitato di Zambrone. In quegli anni le coste erano continuamente minacciate dalle incursioni dei pirati, come testimoniano i resti delle torri disseminate lungo il litorale dall’Angitola a Tropea, che avevano il compito di avvisare dell'imminente pericolo.
Gli aramonesi furono quindi costretti ad abbandonare ancora una volta le case per cercare dimora sicura verso l'interno collinoso. Qui trovarono riparo e costruirono tre villaggi che, in memoria della loro consanguineità chiamarono con tre nomi inizianti con la medesima lettera e cioè: Zambrone, Zaccanopoli, Zungri.
Altre fonti, invece, sostengono che il toponimo Zambrone, derivi da Zambros, nome appartenuto a un'antica e nobile famiglia che avrebbe abitato nei tempi remoti queste terre, dando qui origine a una laboriosa masseria che nel corso dei secoli si sarebbe ingrandita attraverso i discendenti della stirpe, diventando un vero e proprio punto di riferimento per le zone circostanti. 
Altre fonti, ancora, fanno derivare il nome Zambrone dal promontorio su cui sorge, anticamente detto Zambrone.
Secondo quanto scrive Gabriele Barrio, studioso del XVI secolo nel libro De antiquitate et situ Calabriae, il nome, invece, deriverebbe dal greco e significherebbe: “Nobile per vino ed olio”.

### Dai Bizantini a Casale di Tropea
Dopo il periodo ellenico e quello romano, per i quali scarseggiano le fonti scritte relativamente al Comune di Zambrone, vi furono, in Calabria, sei secoli di dominazione bizantina. 
Gli zambronesi per lunghi secoli vissero in condizioni di estrema povertà. Le terre che coltivavano erano di proprietà dei nobili di Tropea, ai quali, ogni abitante, doveva versare enormi tributi. I continui soprusi dei proprietari terrieri esasperarono il popolo di Zambrone tanto che alcuni coraggiosi uomini, decisero di ribellarsi. In modo particolare, ciò avvenne nel 1647 – 1648, nel 1712 e nel 1722. Tuttavia, i tentativi non ebbero sorte positiva e il contado dovette continuare a consegnare i guadagni e i suoi raccolti ai ricchi potenti latifondisti ancora per molti anni. 
Nonostante ciò, la vita continuò con i suoi ritmi, le sue credenze e i suoi riti laici e religiosi. Nascite, matrimoni, funerali e festività furono i momenti salienti della socialità e, per molti versi, lo sono ancora oggi.

### Comune autonomo e il ruolo di re Gioacchino Murat
La storia di Zambrone ha incrociato il suo destino con quello di re Gioacchino Murat. Con il Regio Decreto numero 922 del 4 maggio 1811, Murat riorganizzava l’amministrazione meridionale. Grazie ad esso, vennero istituiti numerosi Comuni, fra cui quello di Zambrone. Grazie al monarca francese, gli Zambronesi conquistarono l’autonomia municipale e, con essa, l’agognata libertà. In segno di gratitudine, il consiglio comunale conferì, alla memoria di Gioacchino Murat, la cittadinanza onoraria con deliberazione consiliare del 14 ottobre 2016. Venne poi realizzata un’imponente statua equestre “Gioacchino Murat sul cavallo rampante”, tuttora presente nella Piazza VIII Marzo, dinnanzi al municipio, in acciaio corten, realizzata dal maestro Antonio La Gamba a seguito di un concorso per idee e inaugurata il 4 maggio 2019, data in cui venne celebrato il gemellaggio con il Comune di Ateleta (Aq).

### L’esperienza comunale
Poche le fonti sui primi sindaci. Notizie più ampie su quelli dai primi del Novecento in poi. Alcune figure risultano particolari. Per esempio, Giuseppe Romano ricoprì tutti i ruoli della rappresentanza istituzionale locale: consigliere di minoranza e maggioranza, assessore, sindaco e podestà. Il primo sindaco dell’era repubblicana fu Giuseppe Cono Grillo, appartenente al Partito comunista italiano. Poi, una lunga vicenda di sindaci legati alla Democrazia cristiana. Il 4 maggio 1967, Giacomo Mancini, ministro per i Lavori pubblici, visitò Zambrone. Grazie al suo intervento vennero realizzate case popolari (via P. Mancini nel capoluogo e nella frazione San Giovanni, via A. Giannini), rete fognaria, strade, sistema di pubblica illuminazione. 
Negli anni Settanta e Ottanta, la contrapposizione vivace fu tra lo schieramento della Democrazia Cristiana e quello del Partito socialista italiano. Un’epoca scandita da battaglie accese, da speranze e da un’elevata intensità politica. Carlo Cognetto fu espressione della Democrazia cristiana. Salvatore L’Andolina, per il Partito Socialista Italiano. Dagli anni Novanta in poi, con la caduta dei partiti tradizionali, i sindaci risultano espressione di liste civiche. 

### Il garibaldino e i Caduti in guerra
Tra le schiere dei garibaldini va segnalata la presenza di uno Zambronese che si chiamava Antonio Starapoli (fu Gennaro, maternità Eleonora Valloni). 
Il Comune di Zambrone ha registrato un morto nella guerra di Libia (1912), ventisei caduti nella Prima guerra mondiale e diciannove nella Seconda guerra mondiale. Per onorare la loro memoria è stato istituito l’Albo d’oro dei caduti in guerra con delibera del Consiglio comunale del 23 settembre 1986.

## Simboli
(Descrizione araldica dello stemma)
(Descrizione araldica del gonfalone)

Lo stemma e il gonfalone sono stati concessi con il decreto del Presidente della Repubblica datato al 19 luglio del 1986. 

## Monumenti e luoghi d’interesse

### Piazza VIII Marzo
Sul territorio insistono numerose opere e monumenti d’interesse storico, culturale e architettonico. L’opera più importante è Piazza VIII Marzo, nel capoluogo Zambrone. 
La piazza sorge negli anni Ottanta. Al suo posto, all’epoca, insistevano le baracche realizzate nel 1905/1908 a seguito dei due devastanti terremoti. Per realizzare un progetto appropriato venne indetto un concorso per idee (delibera del consiglio comunale numero 52 del 9 febbraio 1984). La piazza, assolutamente unica ed originale nel suo genere venne rivestita con marmo e porfido. Il suo progetto fu così importante da essere oggetto di apposita pubblicazione nella prestigiosa rivista: Arch’it, molto diffusa all’epoca. La Piazza fu poi oggetto di un lento degrado fin quando, nel 2017 è stato avviato un percorso di restauro della Piazza, ormai pienamente definito. Attualmente, l’area centrale, d’ispirazione architettonica Vitruviana, registra la presenza di due gradinate dalla capienza di circa 400 posti a sedere. L’ampio spazio consente rappresentazioni e spettacoli di ogni genere: teatro, concerti e così via. 
Nella stessa piazza sono presenti la storica fontana, una stele dedicata a tre scrittori calabresi (Saverio Strati, Corrado Alvaro, Giovanna Gullì) e un cubo riproducente le lettere dell’alfabeto, in ferro battuto, denominato: “Tutti i libri del mondo”.
Realizzato, inoltre, nella piazza, sia un campo di calcetto, sia un campo di bocce.
Nell’area è stata piantumato il prato misto e un insieme di piante appartenenti alla “Macchia Mediterranea”.

### Museo a cielo aperto – Calabria al femminile
Il pezzo forte della Piazza è rappresentato da un’opera unica in Italia. In Piazza VIII Marzo, infatti, insistono ben diciotto statue dedicate a 23 figure della storia calabrese. Ecco a chi sono dedicate queste opere: Nosside, Brettia, Beata Theodora, Giuditta di Evreux - Cusina de Pastino, Enrichetta Ruffo di Calabria, Diana Recco, Cecilia Faragò, Bruzia Crispina Presente, D. Mariantonia Lucifero, Eloisa Furgiuele, Giuseppina Amarelli (queste ultime quattro immortalate in un unico polittico),  Carmela Borelli, Ada Furgiuele e Irma Scrugli (queste ultime due immortalate in un polittico, insieme al beato don Francesco Mottola), Virginia Cundari, Giuditta Levato, Gianna Maria Canale, Natuzza Evolo, Mia Martini, La contadina Zambronese, Donna tra presente e futuro (polittico composto da tre statue). Le statue sono state realizzate dal maestro Antonio La Gamba tra il 2019 e il 2024 a seguito di un concorso per idee. Esse sono in acciaio corten e ricoprono un’importanza culturale e artistica di primo livello.

### Altre statue
Di primaria importanza anche le altre statue presenti sul territorio comunale. Oltre quella dedicata a re Gioacchino Murat, la più affascinante è quella realizzata dal maestro Michele Zappino, già docente presso la Galleria di Brera nel 1988: “Madre che sorregge caduto”. Un tutto tondo bronzeo dedicato ai Caduti in guerra e che insiste su Piazza San Carlo.
Sempre a Zambrone, nella Piazza VIII marzo è posizionata anche la statua dedicata ai Caduti sul lavoro, denominata: “Il canto del pettirosso” e realizzata, nel 2021, in acciaio inox dal maestro Antonio La Gamba.
Altra statua è quella dedicata al mondo contadino: “Seminatore” anch’essa realizzata negli anni Ottanta dal maestro Michele Zappino e che è collocata in Via G. Grillo della frazione San Giovanni. 
A Daffinà, in Largo Francesco Conca, è stata posizionata la statua realizzata sempre negli anni Ottanta e denominata: “Emigrante”.
A Daffinacello, invece, nella villetta comunale è stata realizzata dal maestro Antonio La Gamba, in acciaio inox, nel 2021, la statua dedicata ai “Marittimi”. E, sempre a Daffinacello, nella medesima villetta, è presente il quadro bronzeo dedicato alla civiltà contadina “Vendemmia” realizzato negli anni Ottanta dal maestro Michele Zappino.
Le statue d’ispirazione religiosa sono, invece, le seguenti. Due sono dedicate a san Pio da Pietralcina, la prima è posizionata in Largo Michele Ocello di Zambrone e la seconda sulla strada provinciale n. 83 di collegamento tra Daffinà e Daffinacello. Un’altra, invece, è presente a San Giovanni ed è dedicata a San Francesco da Paola. Nel capoluogo è presente anche una statua dedicata alla Madonna della Conversione, in Largo San Francesco di Paola. 
In sintesi, dunque, sul territorio comunale sono presenti: diciotto statue collocate nel Museo a cielo aperto – Calabria al femminile; quattro d’ispirazione votiva; una dal richiamo culturale (il cubo con le lettere che richiama: “Tutti i libri del mondo”); una dedicata ai caduti sul lavoro (“Il canto del pettirosso”); una dedicata a Gioacchino Murat; una dedicata ai Caduti in guerra; una dedicata all’ “Emigrante”; due alla civiltà contadina (quadro bronzeo sulla “Vendemmia” e il “Seminatore”); una dedicata ai “Marittimi”. Complessivamente: 30 statue.

### Chiese e Calvari

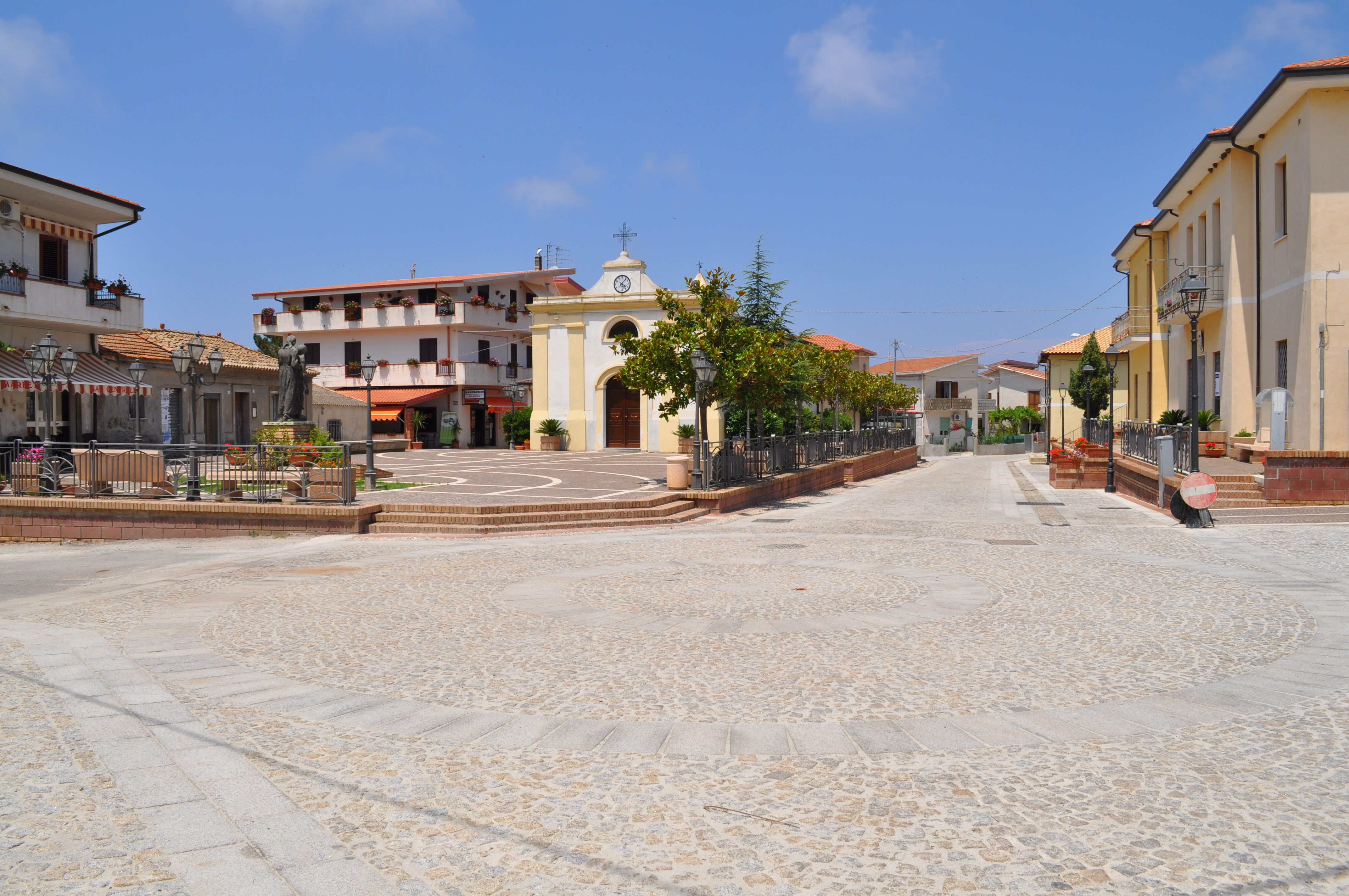
Piazza San Carlo Borromeo

Di importanza storica sono la chiesa di San Carlo Borromeo finita di restaurare nel 2022, esempio classico di cosiddetta “Chiesa-baracca” (e cioè esempio di costruzione temporanea o di emergenza, pensata come una soluzione provvisoria in una situazione di crisi sociale) la chiesa di San Nicodemo confessore nella frazione di Daffinà e la chiesa di San Nicola vescovo nella frazione di Daffinacello. Moderna, invece, la realizzazione della chiesa dedicata a Santa Marina nella frazione San Giovanni, inaugurata il 21 Dicembre 2003.  Presente a Zambrone anche un esempio classico di “Calvario di architettura popolare” realizzato, cioè, con materiali poveri, come pietrisco e altri a basso costo, realizzato nel XIX secolo, dai fedeli del posto mossi da una forte devozione popolare. Le opere scultoree presenti all’interno sono state realizzate dal maestro Michele Zappino (Gesù in croce, Madonna e San Giovanni Evangelista).

### Parco della poesia “Pasquale Landro”
Il “Parco della poesia” è stato voluto ed è intestato al compianto sindaco Pasquale Landro. Era stato lui, infatti, a ideare l’opera.
Il Parco registra la presenza di alcuni pannelli sui quali sono state apposte piastrelle di ceramica recanti note poesie. I pannelli sui quali sono stati apposte le piastrelle di ceramica sono complessivamente 38 (trentotto) tutti dislocati nel centro abitato del capoluogo.

### Belvedere delle sirene e Sorgente “Le Valli”
Tra le opere realizzate nel 2021 anche il “Belvedere delle sirene”. Trattasi di uno spazio prospiciente le limpide acque marine dal quale si possono ammirare, grazie ad un cannocchiale appositamente installato, le Isole Eolie. 
Nelle campagne della frazione San Giovanni, invece, è presente una sorgente dalle apprezzate qualità organolettiche denominata: “Le Valli”.

### Marina di Zambrone

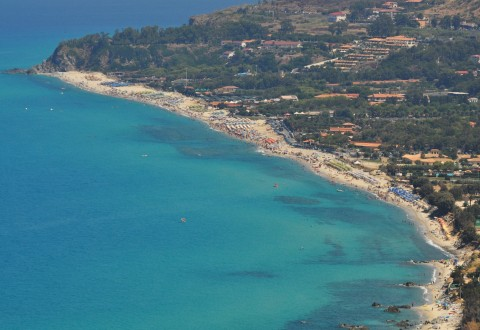
Panorama sulla spiaggia

Affacciata sul Mar Tirreno, nella parte occidentale del promontorio del Poro ed al centro della Costa degli Dei, la marina di Zambrone è una nota località turistica della Costa degli Dei, in Calabria, a 5 Km a nord di Tropea, situata a 15 metri di altitudine dal livello del mare, dotata di una ampia baia sabbiosa.
L’attuale lungomare si snoda lungo circa 500 metri e rappresenta, per i locali ed i turisti, il principale riferimento per l’accessibilità al litorale.
Il litorale è lungo quasi 3 km, ma la parte fruibile è di circa 1,8 km. Lungo tale percorso sono sorte, nell’arco di quarant’anni, numerose strutture ricettive che hanno trasformato le peculiarità del territorio e l’assetto socioeconomico della comunità.
Le più belle spiagge di Zambrone si snodano su un litorale che passa repentinamente dalle lunghe spiagge bianche del lungomare alle scogliere granitiche come punta Capo Cozzo (Marinella di Zambrone).
La marina di Zambrone, dunque, è diventata la principale risorsa del territorio e della sua popolazione.

### Marinella
La costa di Zambrone comprende alcune spiagge di interesse turistico e naturalistico. Tra le più note, l’insenatura marina denominata “Marinella”, detta anche “Capo Cozzo”, conosciuta per i suoi fondali trasparenti, per il fascino del prospiciente promontorio e del cosiddetto “Scoglio del leone”.

## Sport

### Centri sportivi
Nella frazione San Giovanni, a settembre 2024 è stato inaugurato un Centro polisportivo che registra, al suo interno la presenza delle seguenti strutture: campo da calcetto, campo da tennis, campo da pallavolo e da pallacanestro, campo da bocce, pista per footing, attrezzi vari per il fitness, tre spogliatoi e tre locali tecnici. La struttura è illuminata ed è utilizzabile anche di sera.
A Zambrone, in Piazza VIII Marzo è presente un campo da calcetto con due locali tecnici, toilette e un campo da bocce. 
Tra Daffinà e Daffinacello un campo di calcetto.

### Strutture pubbliche attrezzate
A Zambrone capoluogo è presente un centro servizi sociali realizzato alla fine degli anni Ottanta, primi anni Novanta, di circa 1000 mq. Al suo interno sono presenti:
“Sala A. Lorenzo” con palchetto e attrezzature multimediali riservato alle iniziative che si svolgono nel periodo invernale ed autunnale.
“Sala della memoria” sita al primo piano e riservata a convegni o concerti.
Biblioteca comunale “D. Zappone” che registra la presenza di circa 3000 volumi ed è molto utilizzata durante il periodo scolastico. L’evento più partecipato che si svolge al suo interno è “Per una biblioteca dinamica”, attività di lettura ad alta voce che coinvolge, prevalentemente, le scolaresche del posto.
Nella frazione San Giovanni è presente anche un Centro sociale utilizzato per gli eventi al chiuso durante il periodo invernale e autunnale.

### Parchi gioco
Quasi tutte le realtà abitate registrano attrezzati parchi giochi.
A Zambrone il parco giochi è presente all’interno della Piazza VIII Marzo. 
A San Giovanni, sulla Via della sorgente “Le Valli” ed è denominato “Peter Pan”. Altro parco giochi è presente di fronte alla Scuola dell’infanzia, via Antonino Scopelliti.
A Daffinà in Via P. Nenni.
A Daffinacello nella Villetta ubicata alla Via Della Rinascita.

## Società

### Etnie e minoranze straniere
Secondo i dati ISTAT al 31 dicembre 2010 i cittadini stranieri residenti erano 50 persone.
Le nazionalità maggiormente rappresentata in base alla loro percentuale sul totale della popolazione residente era:
- Romania 18 (0,98%)

## Cultura
Nel centro del paese è presente un anfiteatro dove si svolgono recite, spettacoli e concerti. 
Fra le rassegne più importanti: il “Tamburello festival” promosso dall’associazione culturale Centro studi umanistici e scientifici Aramoni, che ha avuto inizio nel 2004, rassegna di musica e cultura popolare; la “Kermesse Aramonese” che ha avuto inizio nel 2016 e che racchiude un insieme di eventi culturali e di promozione turistica estiva, “Nativitas” anch’essa ideata per la promozione delle tradizioni natalizie e che si svolge senza soluzione di continuità dal 2016; “Foglie rosse foglie gialle” manifestazione che si dipana tra l’autunno e l’inverno e che prevede vari momenti di coinvolgimento della comunità; “Urrà, urrà, Murat, Murat” evento teso ad esaltare l’orgoglio dell’autonomia municipale istituita dal re francese, “Legge, lettura, lavoro” rassegna di legalità che ha avuto inizio nel 2022.

### Ricorrenze patronali
Particolarmente partecipate, anche dalle comunità limitrofe a Zambrone, risultano le ricorrenze patronali. 
A Zambrone il patrono San Carlo Borromeo viene festeggiato il 4 Novembre; a San Giovanni, Santa Marina di Bitinia il 17 Luglio; a Daffinà, San Nicodemo è festeggiato il 12 Marzo; a Daffinacello, San Nicola il 9 Maggio; a Madama, San Carlo Borromeo il 5 Settembre. 

## Frazioni
Le frazioni del comune di Zambrone sono: Daffinà, Daffinacello, San Giovanni.

## Altre località
Sono inoltre presenti nel territorio le seguenti località: Contura, Lampasi, Madama, Conturella, Perdipitti, Torrazzo, Stazione, Marina, Priscopio, Malavranca, Malanisola, Calate e Potame.

## Economia
Il settore trainante dell'economia di Zambrone è certamente il turismo, essendo meta ambita da turisti e visitatori che raggiungono il suo litorale anche dall'estero. Negli ultimi anni le strutture ricettive sono andate ad aumentare, favorendo così l'occupazione anche se stagionale dei giovani del posto.

## Agricoltura
Oltre ad una produzione di olio, così come si evince dal suo nome di origine greca, Zambrone è famoso per la produzione dei fagioli, detti "al burro". È presente inoltre sul territorio una vasta produzione di Cipolla Rossa di Tropea. Altre produzioni come agrumi, uva, ortaggi e foraggi sono in quantità minori.

## Infrastrutture e trasporti
La località Marina di Zambrone è attraversata dalla SP n. 95 (ex SS 522 di Tropea), con collegamenti verso Pizzo, Briatico, Parghelia e Tropea. Dalla S.P. 95  si dirama la S.P. n. 84 con collegamenti per Potenzoni e l'insediamento rupestre di Zungri.

## Amministrzione

### Sindaci, Podestà e Commissari
Gaetano Condoleo (dal 1811 al 1812); Guidone Arena (1813); Francesco Collia (1814); Giovanni Varone (dal 1815 al 1817); Domenico Sambiase (dal 1818 al 1822); Antonino Conca (1823); Giovanni Varone (dal 1824 al 1828); Cosmo Ferraro (dal 1829 al 1832); Giuseppe Grillo (dal 1833 al 1836); Pasquale Massara (dal 1837 al 1839); Francesco Mazzeo (dal 1840 al 1847); Francesco De Settis (dal 1848 al 1849); Domenico Grillo (dal 1850 ad aprile 1853); Pasquale Romano (da agosto 1853 al 1858); Domenico Rizzo (1859); Vincenzo Vallone (dal 1860 al 1861); Domenico Sambiase (dal 1862 al 1863); Francesco Melograno (dal 1864 al 1866); Alfonso Romano (dal 1867 al 1879); Domenico Landro (dal 1880 al 1886); Nicola Tarantino (dal 1887 al 1891); Domenico Sambiase (dal 1892 al 1899); Angelo Golini (1900); Domenico Sambiase (dal 25 agosto 1900 al 1903); Vincenzo Vizzari (dal 1904 al 1908); Giuseppe Romano (dal 1909 al 1913); Raffaele Vizzone Piria (dal 1914 al 1915); Raffaele Vizzone Piria (luglio 1915 – ottobre 1919); Costantino Casuscelli (novembre 1920 – giugno 1923); Ezio Stramandinoli (commissario prefettizio nominato il 27 gennaio 1923); Ignazio Fazzari (commissario prefettizio nominato il 16 giugno 1923); Placido Grillo (dicembre 1923 – aprile 1926); Pietro Piro (15 aprile 1926); Giuseppe  Romano (podestà, 24 luglio 1926 – 19 aprile 1933); Saverio Nicolini (podestà, 20 maggio 1933 – 14 maggio 1938); Francesco Vizzone (podestà, 21 maggio 1938 – 2 luglio 1943); Francesco Vizzone (nominato sindaco, 24 ottobre 1943); Vincenzo Parisi (commissario prefettizio, 11 aprile 1944 – 3 aprile 1946); Giuseppe Cono Grillo (eletto sindaco, 3 aprile 1946 – 8 ottobre 1946); Vincenzo Parisi (sindaco, 8 ottobre 1946 – febbraio 1947); Alfredo Di Marca (commissario prefettizio, febbraio 1947); Antonino Collia (commissario prefettizio, marzo 1947); Antonino Collia (sindaco, 9 agosto 1947 – maggio 1952); Deodato Vallone (giugno 1952 – maggio 1956); Egidio Sergi (12 giugno 1956 – novembre 1960); Vincenzo Aurelio Attilio De Ferrante (7 dicembre 1960 – dicembre 1964); Giuseppe Grillo (7 dicembre 1964 – giugno 1970); Salvatore Rosario L’Andolina (11 luglio 1970 – gennaio 1972); Alfonso Carotenuto (commissario prefettizio, 2 febbraio 1972 – 29 dicembre 1972); Carlo Cognetto (14 dicembre 1972 – maggio 1978); Carlo Cognetto (20 giugno 1978 – giugno 1983); Salvatore Rosario L’Andolina (18 luglio 1983 – maggio 1988); Salvatore Rosario L’Andolina (27 giugno 1988 – marzo 1990); Vittorio Grotteria (aprile 1990 – luglio 1990); Carlo Cognetto (11 luglio 1990 – maggio 1995); Domenico Varrà (3 maggio 1995 – giugno 1999); Domenico Varrà (26 giugno 1999 – giugno 2004); Pasquale Francesco Landro (2 luglio 2004 – maggio 2009); Pasquale Francesco Landro (18 giugno 2009 – maggio 2014); Sergio Raimondo (commissario prefettizio, 30 maggio 2014 – 31 maggio 2015); Giovanna Pileggi (2 giugno 2015 al 23 febbraio 2016); Maria Rosaria Luzza (commissario prefettizio, dal 24 febbraio al 5 giugno 2016); Corrado Antonio L'Andolina (dal 6 giugno 2016 ad oggi).

## Pubblicazioni
- C’era una volta Zambrone, alla ricerca dei frammenti di un vecchio mondo, AA.VV. edito Rubbettino, 2002;
- Vicende religiose di Zambrone – 1725 – 1912, esegesi degli atti sulle visite pastorali, di Corrado Antonio L’Andolina, Edito Centro studi umanistici e scientifici Aramoni, Gennaio 2010;
- Il canto del pettirosso – Morti bianche a Zambrone, di Corrado Antonio L’Andolina, Edito Centro studi umanistici e scientifici Aramoni, Marzo 2012;
- Per Santa Marina – Devozione religiosa e riti civili nella tradizione sangiovannese, di Corrado Antonio L’Andolina, Edito Centro studi umanistici e scientifici Aramoni, Giugno 2013;
- Intorno agli anni 80 – Zambrone, storie di una comunità, di Corrado Antonio L’Andolina, Edito Centro studi umanistici e scientifici Aramoni, Marzo 2014;
- In un pubblico comizio – Zambrone, tasselli di storia amministrativa, di Corrado Antonio L’Andolina, Edito Centro studi umanistici e scientifici Aramoni, Marzo 2015;
- Storia di Zambrone a fumetti, AA.VV, Editore Comune di Zambrone, Febbraio 2021.